# Billy Meier
Pour les articles homonymes, voir Meier.
Eduard Albert "Billy" Meier (né le 3 février 1937) est un auteur suisse. Il affirme avoir rencontré des extraterrestres à de nombreuses reprises. Il a produit plusieurs centaines de photos, des films et des échantillons de métaux censés illustrer la fabrication des soucoupes volantes. Il a écrit des dizaines de livres qui transcrivent les dialogues qu'il dit avoir eu avec ces extraterrestres ainsi que des ouvrages qu'il qualifie d'enseignement spirituel.

## Réincarnation
Billy Meier affirme la réalité de la réincarnation, qui serait prouvable scientifiquement, niant l'existence de tout Dieu ou divinités telles qu'enseignés par les dogmes religieux ou les sectes. 
Selon Billy Meier, l'esprit (Geistform) qui anime une personne abandonne le corps après la mort et intègre l'Au-delà - une dimension parallèle dans l'environnement de la Terre - pendant un certain temps (1,52 fois la durée de la vie passée) pour se réincarner par la suite. Nous ferions ainsi des allées et venues entre la Terre et l'Au-delà à chaque nouvelle vie, amassant ainsi de plus en plus de savoir et de sagesse, dans un contexte d'évolution. La réincarnation obéirait, selon Billy Meier, à certaines règles - dites « créatives » - commandées par la Création elle-même, soit l'Univers. Par exemple, un esprit (Geistform) se réincarne sur la même planète et dans un contexte d'évolution qui lui est compatible (sauf circonstance exceptionnelle comme la destruction de la planète, auquel cas, cet esprit ira s'incarner sur la planète dont le niveau d'évolution est le plus proche). Nous aurions eu selon Billy Meier, l'exemple de la destruction d'une planète dans notre système solaire : celle de la planète Malona/Phaeton qui aurait donné la ceinture d’astéroïdes intérieure avec son noyau métallique. Elle aurait été causée par une guerre fratricide où les habitants auraient dirigé l'eau d'un océan vers des conduits souterrains et un volcan géant.

### En allemand
- (de) Billy Eduard Albert Meier, Plejadisch-plejarische Kontaktberichte Block 1
- (de) Billy Eduard Albert Meier, Plejadisch-plejarische Kontaktberichte Block 2[4],
- (de) Billy Eduard Albert Meier, Plejadisch-plejarische Kontaktberichte Block 3 [5]
- (de) Billy Eduard Albert Meier, Plejadisch-plejarische Kontaktberichte Block 4 [6]
- (de) Billy Eduard Albert Meier, Plejadisch-plejarische Kontaktberichte Block 5 [7]
- (de) Billy Eduard Albert Meier, Plejadisch-plejarische Kontaktberichte Block 6 [8]
- (de) Billy Eduard Albert Meier, Plejadisch-plejarische Kontaktberichte Block 7 [9]
- (de) Billy Eduard Albert Meier, Plejadisch-plejarische Kontaktberichte Block 8 [10]
- (de) Billy Eduard Albert Meier, Plejadisch-plejarische Kontaktberichte Block 9 [11]
- (de) Billy Eduard Albert Meier, Plejadisch-plejarische Kontaktberichte Block 10 [12]
- (de) Billy Eduard Albert Meier, Plejadisch-plejarische Kontaktberichte Block 11 [13]
- (de) Billy Eduard Albert Meier, Plejadisch-plejarische Kontaktberichte Block 12 [14]
- (de) Billy Eduard Albert Meier, Plejadisch-plejarische Kontaktberichte Block 13
- (de) Billy Eduard Albert Meier, Plejadisch-plejarische Kontaktberichte Block 14
- (de) Billy Eduard Albert Meier, Kelch der Wahrheit, livre numérique, 2008[15]
- (de) Billy Eduard Albert Meier, Talmud Jmmanuel by Judas Ischkerioth, 2016
- (de) Billy Eduard Albert Meier, Wiedergeburt, Leben, Sterben, Tod und Trauer [16]
- (de) Billy Eduard Albert Meier, Photo-Inventarium [17]
- (de) Billy Eduard Albert Meier, Decalogue Dodecalogue
- (de) Billy Eduard Albert Meier, Meditation aus klarer Sicht [18]
- (de) Billy Eduard Albert Meier, Rund um die Fluidalenergie resp. Fluidalkräfte und andere Dinge [19]
- (de) Billy Eduard Albert Meier, Symbole der Geisteslehre [20]
- (de) Billy Eduard Albert Meier, 12012 altherkömmliche Vornamen in ihrer Urform und deren Bedeutung
- (de) Billy Eduard Albert Meier, OM
- (de) Billy Eduard Albert Meier, Meditation aus klarer Sicht [18]
- (de) Billy Eduard Albert Meier, Gesetz der Liebe
- (de) Billy Eduard Albert Meier, Existentes Leben im Universum [21]
- (de) Billy Eduard Albert Meier, Fragen an Billy vom Mai 2013 - Liste von Fragen von verschiedenen Personen, die Michael Horn/USA gestellt hat
- (de) Billy Eduard Albert Meier, Sinnvolles, Würdevolles, Wertvolles [22]
- (de) Billy Eduard Albert Meier, Zur Besinnung [23]
- (de) Billy Eduard Albert Meier, Ein Quentchen Wissen, Sinn und Weisheit [24]
- (de) Billy Eduard Albert Meier, The Psyche
- (de) Billy Eduard Albert Meier, Das Leben richtig leben - Quer durchs Dasein
- (de) Billy Eduard Albert Meier, Gesetze und Gebote des Verhaltens [25]
- (de) Billy Eduard Albert Meier, Erziehung der Kinder, Jugendlichen und Erwachsenen [26]
- (de) Billy Eduard Albert Meier, Mein Vermächtnis: Mensch der Erde, ich wünsche dir ... [27]
- (de) Billy Eduard Albert Meier, Direktiven
- (de) Billy Eduard Albert Meier, Arahat Athersata [28]
- (de) Billy Eduard Albert Meier, Prophetien und Voraussagen
- (de) Billy Eduard Albert Meier, Ein offenes Wort
- (de) Billy Eduard Albert Meier, Gotteswahn und Gotteswahnkrankheit [29]
- (de) Billy Eduard Albert Meier, Lehrschrift für die Lehre der Wahrheit, Lehre des Geistes, Lehre des Lebens [30]
- (de) Billy Eduard Albert Meier, Einführung in die Meditation
- (de) Billy Eduard Albert Meier, Die Wahrheit über die Plejaden [31]

## Littérature et médias
- And Still They Fly (Guido Moosbrugger):  (ISBN 0-9711523-1-4)
- Light Years: An Investigation into the Extraterrestrial Experiences of Eduard Meier (Gary Kinder):  (ISBN 0-87113-139-0)
- Through Space and Time: A Photo Journal of Billy Eduard Albert Meier (Eduard Meier)  (ISBN 0-9711523-5-7)
- Message from the Pleiades, Vol. 1: The Contact Notes of Eduard Billy Meier (Wendelle C. Stevens):  (ISBN 0-934269-14-9)
- Message from the Pleiades, Vol. 2: The Contact Notes of Eduard Billy Meier (Wendelle C. Stevens):  (ISBN 0-934269-24-6)
- Message from the Pleiades, Vol. 3: The Contact Notes of Eduard Billy Meier (Wendelle C. Stevens):  (ISBN 0-934269-28-9)
- Message from the Pleiades, Vol. 4: The Contact Notes of Eduard Billy Meier (Wendelle C. Stevens):  (ISBN 0-934269-30-0)
- UFO Contact from the Pleiades: A Preliminary Investigation Report (Wendelle C. Stevens):  (ISBN 0-9608558-2-3)
- UFO... Contact from the Pleiades, Volume 1 (Wendelle Stevens, Lee Elders):  (ISBN 0-937850-02-0)
- The Meier Contacts: The Key To Our Future Survival, DVD (Michael Horn) (2004) [32]
- Celestial Teachings: The Emergence of the True Testament of Jmmanuel (James W. Deardorff):  (ISBN 0-926524-11-9)
- Contact Version sous-titrée en français[33].
- La Révolution silencieuse de la Vérité Version sous-titrée en français[34].

## Littérature additionnelle
- In Search of Truth & Freedom (Dietmar Rothe),  (ISBN 0-9677453-2-2)
- King of Travelers: Jesus Lost Years In India (Edward T. Martin):  (ISBN 0-9672408-3-2)

## Sources
- (en) Robert Sheaffer, UFO-Sightings: The Evidence, Prometheus Books,  (ISBN 1-57392-213-7)
- (en) Kal K. Korff, Spaceships of the Pleiades: The Billy Meier Story, Prometheus Books,  (ISBN 0-87975-959-3)